# Dobrnja (Tuzla, BiH)
Dobrnja je naseljeno mjesto u sastavu općine Tuzla, Federacija Bosne i Hercegovine, BiH.

## Povijest
Katolici su u većem broju u Dobrnji bili do polovice 20. stoljeća. Crkvene matice 1811. bilježe katoličku obitelj Domić, a Dobrnju kao Dobrinju. 
KPJ je održao u Tuzli i okolici niz javnih skupova protiv skupoće i predizbornih skupova u drugoj polovici 1920. godine, pored ostalih u Dobrnji.
Dobrnja je 1990. godine uvećana pripajanjem ukinutog naselja Marine Glave(Sl.list SRBIH, 33/90).

## Stanovništvo
| Dobrnja            |       |       |       |       |
| godina popisa      | 1991. | 1981. | 1971. | 1961. |
| Hrvati             | 22    | 9     | 10    | 2     |
| Srbi               | 2     |       | 9     | 52    |
| Muslimani          | 1608  | 1288  | 1242  | 1217  |
| Jugoslaveni        | 167   | 57    | 1     | 30    |
| Makedonci          |       | 1     |       |       |
| Slovenci           |       |       |       | 1     |
| Mađari             |       |       |       | 1     |
| ostali i nepoznato | 99    | 9     | 25    | 2     |
| ukupno             | 1898  | 1364  | 1287  | 1305  |

## Upravna organizacija
Dobrnja je danas mjesna zajednica općine Tuzle i spada u ruralno područje općine Tuzle. U njoj je 31. prosinca 2006. godine prema statističkim procjenama živjelo 2.380 stanovnika u 770 domaćinstava.